# جوردن كوزينز
جوردن كوزينز (بالإنجليزية: Jordan Cousins) هو لاعب كرة قدم بريطاني، ولد في 6 مارس 1994 في غرينتش في المملكة المتحدة. شارك مع منتخب إنجلترا تحت 16 سنة لكرة القدم ومنتخب إنجلترا تحت 17 سنة لكرة القدم ومنتخب إنجلترا تحت 18 سنة لكرة القدم ومنتخب إنجلترا تحت 20 سنة لكرة القدم ومنتخب إنجلترا تحت 21 سنة لكرة القدم. أما مع النوادي، فقد لعب مع تشارلتون أثلتيك.

## وصلات خارجية
- جوردن كوزينز على موقع قاعدة بيانات كرة القدم.إي يو (الإنجليزية)
- جوردن كوزينز على موقع Soccerbase.com (لاعب) (الإنجليزية)
- جوردن كوزينز على موقع Soccerway.com (الإنجليزية)

{{شريط تصفح تشكيلة فريق كرة قدم
|الاسم=
|اسم الفريق= ويغان أثلتيك
|القائمة=
- 1 Sam Tickle [الإنجليزية]‏
- 2 Jon Mellish [الإنجليزية]‏
- 4 Will Aimson [الإنجليزية]‏
- 5 سيسيغنون
- 6 وير
- 7 Dion Rankine [الإنجليزية]‏
- 8 Matt Smith (footballer, born 2000) [الإنجليزية]‏
- 10 Ronan Darcy [الإنجليزية]‏

{{لاعب تشكيلة فريق كرة قدم|الرقم=12|الاسم=Watson
- 14 Chris Sze [الإنجليزية]‏
- 15 Jason Kerr (footballer) [الإنجليزية]‏
- 16 Baba Adeeko [الإنجليزية]‏
- 17 Toby Sibbick [الإنجليزية]‏
- 18 سميث
- 19 Luke Robinson (footballer, born 2001) [الإنجليزية]‏
- 20 مكمانامان
- 21 Scott Smith (footballer, born 2001) [الإنجليزية]‏
- 22 لونيرغان
- 23 كاراغر
- 24 Harry McHugh [الإنجليزية]‏
- 26 Joe Adams (footballer, born 2004) [الإنجليزية]‏
- 27 Kai Payne [الإنجليزية]‏

{{لاعب تشكيلة فريق كرة قدم|الرقم=30|الاسم=Reilly
- 35 Tyrese Francois [الإنجليزية]‏
- 37 Maleace Asamoah [الإنجليزية]‏
- 41 K'Marni Miller [الإنجليزية]‏
- 44 هنجبو
- 47 J. Robinson
- — Dara Costelloe [الإنجليزية]‏
- مدرب: لوي